# Gamelan Sekaten

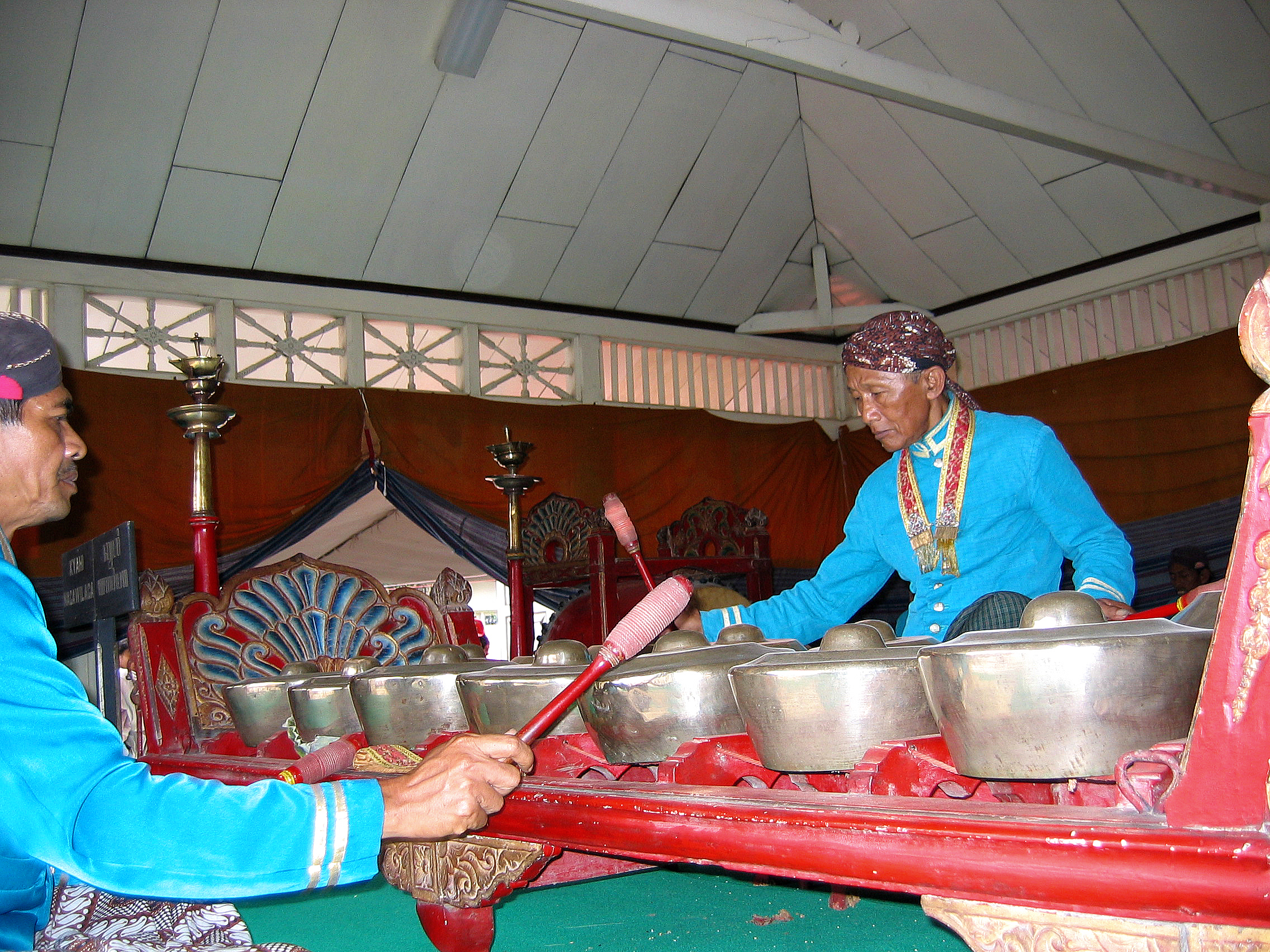
Bonang del gamelan Sekaten de Yogyakarta

El gamelan Sekaten (o Sekati) és un conjunt de gamelan cerimonial de Java central, interpretat durant el festival anual Sekaten. La paraula "sekaten" deriva de syahadatain (o shahada), el primer requeriment per a convertir-se a l'islam. Es toca un cop a l'any, coincidint amb el Mawlid, l'aniversari de Mahoma, que correspon a la setmana que va del 6 al 12 del mes de Mulud (el tercer mes del calendari Javanès, que a la vegada, correspon al Rabí al-àwwal islàmic). Durant la celebració, aquest gamelan es treu del palau a les 11 de la nit, i es col·loca sota dos pavellons situats davant la Gran Mesquita. Allà s'hi interpreta música tots els dies de la setmana, exceptuant la nit del dijous i el matí del divendres següent. El vespre del dia de l'aniversari pròpiament dit es torna a guardar el conjunt a les onze de la nit.
Es creu que el conjunt va ser creat pel primer príncep musulmà de Java o per un dels Wali Sanga, amb l'objectiu de convertir a la fe islàmica a javanesos reticents. No obstant, és molt probable que ja existís des d'abans i que la música s'emprés per propagar la fe.
Des del punt de vista estilístic, el conjunt Sekaten és fort i majestuós, ja que ha d'atraure a la gent a la mesquita. Tradicionalment es deia que, si l'intèrpret del saron era capaç de tocar tant fort com per trencar una de les làmines de bronze, rebria una recompensa del sultà. El gamelan Sekaten no inclou ni cantants ni els instruments de timbre més suau, a diferència de la majoria de conjunts Javanesos.
Els conjunts es guarden als palaus reials. Hi ha dos conjunts datats del segle xvi que es conserven dins els kraton de Surakarta i Yogyakarta, i dos més a Cirebon, un d'ells a Keraron Kasepuhan i l'altre a Keraton Kanoman. Anteriorment també se'n trobaven a Madura i a Banten. Els conjunts de Yogyakarta tenen els noms de Kyai Guntur Madu i Kyai Naga Wilaga, els de Surakarta, Kyai Guntur Madu and Kyai Guntur Sari. Segons Benjamin Brinner, el gamelan Sekaten existeix dividit en meitats, cadascuna de les quals es troba en una de les dues corts rivals a Surakarta i Yogyakarta, sent una la complementària de l'altra.
El gamelan Sekaten està afinat segons el sistema pelog, però és més greu que els conjunts estàndard d'avui en dia. Benjamin Brinner afirma que, d'entre tots els conjunts de Java, el Sekaten és el més gran, sorollós i greu. Recentment, el gamelan de l'Institut Indonesi de les Arts (ISI), a Surakarta, va encarregar la construcció d'un conjunt Sekaten que fos compatible amb altres gamelans, amb l'objectiu d'interpretar composicions experimentals.
Històricament, el conjunt Sekaten va jugar un rol notable en el desenvolupament del gamelan perquè va marcar un canvi d'ús del bonang, passant de ser l'instrument melòdic més important, com ho és en els conjunts Munggang i Kodokngorek, a guiar el conjunt, tot tocant les notes en patrons anticipatoris. Al conjunt, els intèrprets se situen a ambdós costats del bonang, fet que pot haver determinat la configuració actual de les olles, que té per principal objectiu facilitar l'execució de les octaves.